# Madisyn Shipman
Madisyn Shipman (Kings Mountain, 20 de novembro de 2002) é uma atriz, cantora e dançarina norte-americana. Madisyn é mais conhecida por interpretar Kenzie Bel na sitcom da Nickelodeon Game Shakers.
Em setembro de 2023, a atriz falou sobre sua nova investida na carreira: criar conteúdo erótico na plataforma da Playboy, rival do OnlyFans. Ela argumentou que, com isso, assumiu controle de sua sexualidade, se libertou de traumas e alcançou segurança financeira.

## Vida pessoal
Shipman nasceu em Kings Mountain, Carolina do Norte. Com cinco anos, ela começou a trabalhar com uma agência de talentos.
Desde 2015, ela conseguiu o papel principal como Kenzie, uma menina que é uma das criadoras da empresa Game Shakers, na série de TV Game Shakers criada por Dan Schneider.
Shipman também compõe músicas e toca guitarra.
Madisyn é filha de Gene McNaughton e Jenn Shipman  Madisyn é irmã mais velha de 6 irmãos   

## Carreira
Quando Madisyn tinha cinco anos, ela decidiu começar a trabalhar com uma agência de talentos que ajudou a sua terra 3 funções diferentes em Saturday Night Live. Com a idade de oito anos ela aprendeu a tocar violão e cantar. Em 2015, ela teve um papel importante no sitcom da Nickelodeon, Game Shakers.

## Filmografia
| Ano       | Título                                | Papel                  | Notas                                       |
| --------- | ------------------------------------- | ---------------------- | ------------------------------------------- |
| 2009–11   | Saturday Night Live                   | Diferentes personagens | 3 episódios                                 |
| 2010      | Sesame Street                         | Madisyn                | Série de TV, 1 episódio                     |
| 2011      | Arthur, o Milionário Irresistível     | Little Girl            | filme                                       |
| 2012      | Modern Love                           | Maddie                 | Filme de TV                                 |
| 2012      | Famosos e Fantasmas                   | Young Jenna            | TV Series documentary                       |
| 2015–2019 | Game Shakers                          | Kenzie Bel             | Série de TV - Protagonista                  |
| 2015-2017 | Whisker Haven                         | Blossom                | TV Series                                   |
| 2016      | Ordinary World                        | Salome                 | filme                                       |
| 2016      | Nickelodeon's Ho Ho Holiday Special   |                        | filme                                       |
| 2016      | Ultimate Halloween Haunted House      |                        | filme                                       |
| 2017      | Henry Danger                          | Kenzie Bel             | Convidada Especial; Episódio "Danger Games" |
| 2017      | Não Tão Especial de Dia dos Namorados | Ava                    | filme                                       |
| 2019      | Red Ruby                              | Flora                  | Series                                      |
| 2022      | Call Me Kat                           | Pippa                  | Episodio: "Call Me a Kingbirdie"            |

| Ano  | Título            | Papel             | Notas |
| ---- | ----------------- | ----------------- | ----- |
| 2015 | The Peanuts Movie | Violet Gray (voz) |       |
| 2015 | Geezer            | Salome            | Filme |

| Ano  | Título   | Papel | Notas   |
| ---- | -------- | ----- | ------- |
| 2019 | Red Ruby | Flora | Youtube |